# Osred
|  | Per a altres significats, vegeu «Osred II». |

Osred I (c. 697 – 716) fou rei de Northúmbria des del 705 fins a la seva mort. Era fill del rei de Northúmbria Aldfrith. L'única muller coneguda d'Aldfrith fou Cuthburh, però no se sap del cert si Osred era fill d'aquesta dona. Osred no succeí directament al seu pare, ja que Eadwulf ocupà el tron uns pocs mesos.
Alhora que l'usurpador Eadwulf era enderrocat, Osred era només un nen, i el govern va ser controlat pel poderós bisbe Wilfrid, presumiblement assistit per l'ealdorman Berhtfrith fill de Berhtred. Osred fou adoptat per Wilfrid en aquell moment. La mort de Wilfrid el 709 no sembla haver causat cap inestabilitat, cosa que, tenint en compte la ràpida ascensió i la caiguda en desgràcia encara més ràpida de Eadwulf, implica un cert grau d'estabilitat i continuïtat a la Northúmbria de principis del segle VIII que no perviurà durant el regnat d'Osred.
El 711 Berhtfrith va infligir una derrota als pictes, a l'àrea del tram superior del riu Forth, però el regnat d'Osred és altrament poc remarcable políticament. En un poema del segle IX titulat Carmen de abbatibus («La cançó dels abats»), atribuït a un monjo anomenat Aethelwulf, es descriu Osred com un home jove dissolut, disbauxat i un seductor de monges; però per altra banda també diu que era enèrgic tant en obra com de paraula, poderós en armes i atrevit en la seva força pròpia. Beda s'hi refereix com un “nou Josies”.
Osred assolí la seva majoria d'edat el 715 o 716, i fou ràpidament mort d'una manera no aclarida. La Crònica anglosaxona informa que fou mort "al sud de la frontera". Els historiadors moderns assumeixen que la frontera en qüestió és la frontera sud dels pictes, i que els pictes eliminaren a Osred.